# Gelena Topilina
Gelena Dmitrijevna Topilina (ryska: Гелена Дмитриевна Топилина), född den 11 januari 1994 i Moskva, är en rysk konstsimmare.
Hon tog OS-guld i lagtävlingen i samband med de olympiska tävlingarna i konstsim 2016 i Rio de Janeiro..